# دير الزعفران
يقع دير الزعفران (و باللغة السريانية ܕܝܪܐ ܕܟܘܪܟܡܐ دَيرو دکُرکومو ، وبالتركية Deyrulzafaran) في ولاية ماردين في تركيا على حدود القامشلي في سوريا، ويبعد عن ماردين 3 كم وعن مدينة نصيبين الحدودية مع القامشلي السورية حوالي 60 كم وهو أي دير الزعفران أو دير مار حنانيا (ܡܪܝ ܚܢܢܝܐ Mor Hananyo) يتبع الكنيسة السريانية الأرثوذكسية.

## تاريخ الدير
يعود تاريخ بناء دير الزعفران إلى عهود ما قبل المسيحية عندما كان شعب المنطقة يعبد آلهة الشمس حسبما تخبرنا المصادر، أما الدير المسيحي فقد تأسس في نهاية القرن الرابع الميلادي، وقد حمل أسماء قديسين مختلفين كالقديسين مار شليمون ومار أوكين. ومنذ القرن الثامن إلى القرن الخامس عشر سمي باسم القديس مار حنانيا، وهو راهب من دير مار متى بجبال الموصل جاء
إلى هنا وأصبح مطران مردين وتوابعها. ومن القرن الخامس عشر حتى القرن العشرين سمي بدير «كوركمو» وهي لفظة سريانية معناها «الزعفران» وهي نبتة كانت تنتشر بكثرة في هذه المنطقة وكانت تستخدم كطعام ودواء وغيرها. والدير يحظى بمكانة هامة في تاريخ الكنيسة السريانية الأرثوذكسية فقد كان منذ القرن الثالث عشر إلى العام 1932 مقرا لبطريركيتها وعندما انتقل الكرسي البطريركي منها أصبحت مطرانية، وكان آخر مطارنتها الراحل الكبير مار يوحنا دولباني الذي له مكانته المميزة في تاريخ الشعب الآشوري/السرياني/الكلداني، والذي أصبح مثلاً يحتذى لكل أبناءه بمختلف تسمياتهم في الأدب والايمان والقومية.
إضطر بطاركة الكنيسة نتيجة اضطرابات وعنف حدثت أثناء تلك الفترة التاريخية إلى الخروج من مركزهم في أنطاكية في عام 518 واستقروا في دير الزعفران الواقعة في ماردين بتركيا وبعد الحرب العالمية الأولى سنة 1933م إضطرت الكنيسة لنقل مركزها إلى حمص في سوريا على عهد البطريرك المتنيح مار إغناطيوس أفرام الأول برصوم وأخيراً إلى دمشق في عام 1957 على عهد البطريرك مار إغناطيوس يعقوب الثالث

## كيفية بناء الدير
سنة 1104 رسم البطريرك قرياقس أسقفا لماردين وكفرتوثا يدعي حنانيا من دير مار متى في جبل الالفاف الذي عاش فيه الآلاف من الرهبان والمتوحدين. حيث يقول يشوعدناح أحد المؤرخين النساطرة: «لقد اسس في هذه الايام حنانيا اسقف الساويريين ديرا في جبل ماردين وهو أسقف ماردين وكفرتوثا ومنطقة الجزيرة الفراتية. وكان ثريا محبا للغرباء وهو من دير مار متي في جبل الألفاف. وجد بالقرب من ماردين حصنا مشيد بصخور ضخمة منذ العهد الروماني فأشتراه واحاله ديرا وغرس فيه كروما وزيتونا واعطى مالا كثير للحكام واسكت بحكمته خصومه واقام هناك كنيسة ومذبحا وجمع نخبة من الرهبان واهتم بهم كثيرا من كل النواحي وهو لم يفعل هذا من اجل مجد باطل بل ليلقى مجازاة من فوق وعرف بدير مار حنانيا في جبل ماردين حتى اليوم.»